# Слаговище
Слаговище — (біл. вёска Слагавішча), село (веска) в складі Логойського району розташоване в Мінській області Білорусі, підпорядковане Логойській селищній раді.
Село Слаговище розташоване в центральних районах Білорусі, в північній частині Мінської області - орієнтовне розташування.